# Ladignac-sur-Rondelles
Ladignac-sur-Rondelles è un comune francese di 467 abitanti situato nel dipartimento della Corrèze nella regione della Nuova Aquitania.

## Società

### Evoluzione demografica
Abitanti censiti